# تینگ تینگز
تینگ تینگز یک گروه موسیقی انگلیسی به سبک ایندی راک است. گروه تینگ تینگز شامل دو عضو است؛ کیتی وایتز به عنوان خواننده و گیتاریست و جولز دومارتینو که درامر و تهیه‌کننده آلبوم می‌باشد. این گروه اولین آلبوم خود را به نام «ما چیزی شروع نکردیم» در ۱۹ مه ۲۰۰۸ ارائه کردند که هفته اول در صدر فهرست آلبوم‌های موسیقی در بریتانیا قرار گرفت.تا کنون 2 میلیون نسخه از این آلبوم بفروش رفته است.